# Kaplica (przystanek kolejowy)
Kaplica (biał. Капліца, ros. Каплица) – przystanek kolejowy w miejscowości Putryszki, w rejonie grodzieńskim, w obwodzie grodzieńskim, na Białorusi. Leży na linii dawnej Kolei Warszawsko-Petersburskiej.
Nazwa pochodzi od pobliskiej wsi Kaplica Wielka.